# 1903 год
1903 (ты́сяча девятьсо́т тре́тий) год  по григорианскому календарю — невисокосный год, начинающийся в четверг. Это 1903 год нашей эры, 3‑й год 1‑го десятилетия XX века 2‑го тысячелетия, 4‑й год 1900‑х годов. Он закончился 122 года назад.
| Пн | Вт | Ср | Чт | Пт | Сб | Вс |
|    |    |    | 1  | 2  | 3  | 4  |
| 5  | 6  | 7  | 8  | 9  | 10 | 11 |
| 12 | 13 | 14 | 15 | 16 | 17 | 18 |
| 19 | 20 | 21 | 22 | 23 | 24 | 25 |
| 26 | 27 | 28 | 29 | 30 | 31 |    |

| Пн | Вт | Ср | Чт | Пт | Сб | Вс |
|    |    |    |    |    |    | 1  |
| 2  | 3  | 4  | 5  | 6  | 7  | 8  |
| 9  | 10 | 11 | 12 | 13 | 14 | 15 |
| 16 | 17 | 18 | 19 | 20 | 21 | 22 |
| 23 | 24 | 25 | 26 | 27 | 28 |    |

| Пн | Вт | Ср | Чт | Пт | Сб | Вс |
|    |    |    |    |    |    | 1  |
| 2  | 3  | 4  | 5  | 6  | 7  | 8  |
| 9  | 10 | 11 | 12 | 13 | 14 | 15 |
| 16 | 17 | 18 | 19 | 20 | 21 | 22 |
| 23 | 24 | 25 | 26 | 27 | 28 | 29 |
| 30 | 31 |    |    |    |    |    |

| Пн | Вт | Ср | Чт | Пт | Сб | Вс |
|    |    | 1  | 2  | 3  | 4  | 5  |
| 6  | 7  | 8  | 9  | 10 | 11 | 12 |
| 13 | 14 | 15 | 16 | 17 | 18 | 19 |
| 20 | 21 | 22 | 23 | 24 | 25 | 26 |
| 27 | 28 | 29 | 30 |    |    |    |

| Пн | Вт | Ср | Чт | Пт | Сб | Вс |
|    |    |    |    | 1  | 2  | 3  |
| 4  | 5  | 6  | 7  | 8  | 9  | 10 |
| 11 | 12 | 13 | 14 | 15 | 16 | 17 |
| 18 | 19 | 20 | 21 | 22 | 23 | 24 |
| 25 | 26 | 27 | 28 | 29 | 30 | 31 |

| Пн | Вт | Ср | Чт | Пт | Сб | Вс |
| 1  | 2  | 3  | 4  | 5  | 6  | 7  |
| 8  | 9  | 10 | 11 | 12 | 13 | 14 |
| 15 | 16 | 17 | 18 | 19 | 20 | 21 |
| 22 | 23 | 24 | 25 | 26 | 27 | 28 |
| 29 | 30 |    |    |    |    |    |

| Пн | Вт | Ср | Чт | Пт | Сб | Вс |
|    |    | 1  | 2  | 3  | 4  | 5  |
| 6  | 7  | 8  | 9  | 10 | 11 | 12 |
| 13 | 14 | 15 | 16 | 17 | 18 | 19 |
| 20 | 21 | 22 | 23 | 24 | 25 | 26 |
| 27 | 28 | 29 | 30 | 31 |    |    |

| Пн | Вт | Ср | Чт | Пт | Сб | Вс |
|    |    |    |    |    | 1  | 2  |
| 3  | 4  | 5  | 6  | 7  | 8  | 9  |
| 10 | 11 | 12 | 13 | 14 | 15 | 16 |
| 17 | 18 | 19 | 20 | 21 | 22 | 23 |
| 24 | 25 | 26 | 27 | 28 | 29 | 30 |
| 31 |    |    |    |    |    |    |

| Пн | Вт | Ср | Чт | Пт | Сб | Вс |
|    | 1  | 2  | 3  | 4  | 5  | 6  |
| 7  | 8  | 9  | 10 | 11 | 12 | 13 |
| 14 | 15 | 16 | 17 | 18 | 19 | 20 |
| 21 | 22 | 23 | 24 | 25 | 26 | 27 |
| 28 | 29 | 30 |    |    |    |    |

| Пн | Вт | Ср | Чт | Пт | Сб | Вс |
|    |    |    | 1  | 2  | 3  | 4  |
| 5  | 6  | 7  | 8  | 9  | 10 | 11 |
| 12 | 13 | 14 | 15 | 16 | 17 | 18 |
| 19 | 20 | 21 | 22 | 23 | 24 | 25 |
| 26 | 27 | 28 | 29 | 30 | 31 |    |

| Пн | Вт | Ср | Чт | Пт | Сб | Вс |
|    |    |    |    |    |    | 1  |
| 2  | 3  | 4  | 5  | 6  | 7  | 8  |
| 9  | 10 | 11 | 12 | 13 | 14 | 15 |
| 16 | 17 | 18 | 19 | 20 | 21 | 22 |
| 23 | 24 | 25 | 26 | 27 | 28 | 29 |
| 30 |    |    |    |    |    |    |

| Пн | Вт | Ср | Чт | Пт | Сб | Вс |
|    | 1  | 2  | 3  | 4  | 5  | 6  |
| 7  | 8  | 9  | 10 | 11 | 12 | 13 |
| 14 | 15 | 16 | 17 | 18 | 19 | 20 |
| 21 | 22 | 23 | 24 | 25 | 26 | 27 |
| 28 | 29 | 30 | 31 |    |    |    |

## События
- 22 января — подписание договора Хея-Эррана между США и Колумбией о Панамском канале[1].
- 11 — 13 февраля — грандиозный костюмированный бал в Зимнем Дворце.
- 15 марта — политическая демонстрация в Баку[2].
- 19—20 апреля — антисемитский погром в Кишинёве.
- 26 апреля — основан Атлетико Мадрид.
- 4 мая — в Российской империи изданы правила о поземельном устройстве поселян и переселенцев на казённых землях в Закавказье[2].
- 6 мая — эсером Егором Дулебовым застрелен губернатор Уфимской губернии Н. М. Богданович.
- 10 мая — новая политическая демонстрация в Баку[2].
- 11 июня — «Майский переворот». Офицерами сербской армии убит король Сербии Александр Обренович. К власти пришла династия Карагеоргиевичей[3].
- 14 июня — в городе Хепнере произошло самое смертоносное стихийное бедствие[англ.] в истории штата Орегон, США[4].
- 1—19 июля — первая велогонка Тур-де-Франс — побеждает Морис Гарен (фр. Maurice Garin).
- 14 июля — начинаются Бакинские стачки — всеобщая забастовка в Баку, продлившаяся до 4 августа[2].
- 20 июля — в Ватикане скончался папа римский Лев XIII[5].
- Июль — август — II съезд РСДРП в Брюсселе и Лондоне. На этом съезде произошло разделение на группы большевиков и меньшевиков. На съезде была принята программа партии.
- 2 августа — начало Илинденского восстания в Македонии.
- 3 — 13 августа — существует Крушевская республика.
- 29 августа — отставка графа Витте с поста министра финансов Российской империи под давлением группы сторонников усиления российской экспансии в Маньчжурии (т. н. «безобразовская клика»).
- 24 сентября — ушёл в отставку первый премьер-министр Австралии Эдмунд Бартон. Его сменил Альфред Дикин[6].
- 1 ноября — Ленин вышел из редакции «Искры», газета перешла в руки меньшевиков[7].
- 3 ноября — Панама отделилась от Колумбии.
- 6 ноября — США признали независимость Панамы.
- 17 ноября — подписание Петрополисского соглашения, по которому Боливия передавала Бразилии территорию Акри в обмен на 2 миллионов фунтов стерлингов и строительство бразильцами железной дороги.
- 18 ноября — в Вашингтоне государственный секретарь США Джон Мильтон Хэй и посланник Панамы в США Филипп-Жан Бюно-Варилья подписали договор, по которому Панама уступала США на вечные времена права пользования, занятия и контроля над Зоной Панамского канала[8].
- 17 декабря — первый пилотируемый полёт братьев Райт.
- 28 декабря — в рескрипте № 747-47 Николай II издал высочайшее повеление, согласно которому «поселение Ново-Николаевск при станции Обь» возводилось в степень безуездного города.
- 30 декабря — в результате пожара в театре «Ирокез» в американском городе Чикаго погибло более 600 человек, 250 человек получили травмы и ранения. Этот пожар стал самым смертоносным пожаром в отдельностоящем здании за всю историю США.

## Авиация
Первый полностью пилотируемый полёт братьев Райт.

## Родились
См. также: Категория:Родившиеся в 1903 году
- 2 января — Канэ Танака, японская сверхдолгожительница, самый старый человек на планете с 22 июля 2018 года (ум. в 2022).
- 12 января — Игорь Васильевич Курчатов (30 декабря 1902 года по старому стилю) — физик-ядерщик, академик, трижды Герой Социалистического Труда. Создатель советской атомной бомбы (ум. в 1960).
- 18 января — Филин, Александр Иванович, советский лётчик-испытатель, генерал-майор авиации (погиб в 1942).
- 23 января — Григорий Васильевич Александров, советский кинорежиссёр, народный артист СССР, один из создателей жанра отечественной музыкальной кинокомедии (ум. в 1983).
- 24 февраля — Владимир Бартол (1903—1967), словенский писатель.
- 14 марта — Борис Александрович Смирнов, российский художник, основатель школы современного художественного стекла (ум. в 1986).
- 22 марта — Самуил Григорьевич Невельштейн, советский живописец, график и педагог (ум. 1983).
- 17 апреля — Григорий Павлович Пятигорский, российский и американский виолончелист (ум. в 1976).
- 25 апреля — Андрей Николаевич Колмогоров, русский математик (ум. в 1987).
- 29 апреля — Пятрас Бабицкас, литовский поэт, первый диктор литовского радио (ум. в 1991).
- 2 мая — Бенджамин Спок, американский педиатр (ум. в 1998).
- 3 мая — Бинг Кросби, американский певец и актёр (ум. в 1977).
- 8 мая — Фернандель, французский актёр, комик (ум. в 1971).
- 9 мая — Вальтер Демель, немецкий писатель и переводчик (ум. 1960).
- 3 июня — Александр Дмитриевич Зайцев, советский живописец и педагог (ум. 1982).
- 10 июня — Йонас Грайчюнас, литовский советский поэт и переводчик (ум. в 1994).
- 14 июня — Алонзо Чёрч, американский математик и логик, создатель Лямбда-исчисления (ум. в 1995).
- 17 июня — Михаил Светлов, советский поэт (ум. в 1964).
- 25 июня — Джордж Оруэлл, британский писатель, автор романа «1984» и повести «Скотный двор» (ум. в 1950).
- 1 июля — Эми Джонсон, британская лётчица, первая в мире женщина, совершившая одиночный перелёт из Англии в Австралию (ум. 1941).
- 10 июля — Джон Уиндем, английский писатель-фантаст (ум. в 1969).
- 16 июля — Карл Хмилевски, нацистский военный преступник, гауптштурмфюрер СС, комендант концлагеря Герцогенбуш (ум. в 1991).
- 27 июля — Николай Константинович Черкасов, советский актёр (ум. в 1966).
- 3 августа — Фахри Корутюрк, адмирал, президент Турции в 1973—1980 годах (ум. 1987).
- 13 августа — Ипполит Лазарчук, советский режиссёр анимационного кино (ум. 1979).
- 27 августа — Наталия Ильинична Сац, советский режиссёр, первая в мире женщина-оперный режиссёр, театральный деятель, основатель и руководитель шести детских театров (ум. 1993).
- 22 сентября — Андрей Андреевич Марков, советский математик (ум. в 1979).
- 28 октября — Ивлин Во, английский писатель (ум. в 1966).
- 3 ноября — Уолкер Эванс, американский фотограф (ум. в 1975).
- 15 ноября — Люсьен Ребате[фр.], французский писатель, журналист и интеллектуал (умер в 1972)[9].
- 4 декабря — Лазарь Иосифович Лагин, советский писатель и поэт, ведущий представитель советской сатирической, фантастической и детской литературы (ум. 1979).
- 5 декабря — Йоханнес Хестерс, голландский актёр, певец, артист эстрады (ум. 2011).
- 24 декабря — Эрнст Теодорович Кренкель, советский полярник, Герой Советского Союза (ум. 1971).
- 28 декабря — Джон фон Нейман, венгро-немецкий математик и квантовый физик (ум. в 1957).
- 28 декабря — Михаил Калатозов, советский кинорежиссёр (ум.1973).
- 31 декабря — Владимир Александрович Горб, советский живописец и педагог (ум. 1988).

## Скончались
См. также: Категория:Умершие в 1903 году
- 3 января — Алоис Гитлер, австрийский таможенный чиновник, отец Адольфа Гитлера.
- 9 января (по григорианскому календарю) — Александр Семёнович Егорнов, русский художник; мастер пейзажной живописи, академик ИАХ[10].
- 1 февраля — Джордж Стокс, английский математик и физик.
- 7 февраля — Джеймс Глейшер, английский метеоролог и аэронавт (род. 1809).
- 28 марта — Жан Морис Эмиль Бодо, французский инженер и изобретатель в области телеграфии (род. 1845).
- 29 марта — Пишта Данко, популярный цыганский скрипач и композитор из Австро-Венгрии (род. 1858).
- 13 апреля — Мориц Лацарус, немецкий философ, психолог, издатель и педагог[11]; муж писательницы Нагиды Руфь Лацарус[12].
- 8 мая — Поль Гоген, французский живописец, скульптор-керамист и график из Франции.
- 20 мая — Константин Михайлович Станюкович, русский писатель.
- 15 (28) мая — Арефа Верхотурский, архимандрит Верхотурского Николаевского монастыря, святой Русской церкви.
- 29 мая — Александр Обренович, король Сербии.
- 14 июля — Александр фон Хомайер, немецкий лепидоптеролог, орнитолог и энтомолог; племянник зоолога Ойгена Фердинанда фон Хомайера (р. 1834).
- 26 октября (8 ноября) — Докучаев, Василий Васильевич, русский геолог, почвовед, географ.
- 8 декабря — Герберт Спенсер, английский философ, социолог.

## Нобелевские премии
- Физика — Антуан Анри Беккерель — «В знак признания его выдающихся заслуг, выразившихся в открытии самопроизвольной радиоактивности», Пьер Кюри и Мария Кюри — «За выдающиеся заслуги в совместных исследованиях явлений радиации».
- Химия — Сванте Август Аррениус
- Медицина и физиология — не присуждалась.
- Литература — Бьёрнстьерне Бьёрнсон — «За благородную высокую поэзию, которая отличалась свежестью вдохновения и редкой чистотой духа, а также за эпический и драматический талант».
- Премия мира — Уильям Рандал Кример — «В ознаменование усилий по достижению мира путём арбитража».